# Palazzo Sylos-Calò
A Palazzo Sylos-Calò egy bitontói nemesi palota, a helyi Modern Művészetek Múzeumának otthona.

## Történet
A palotát Giovanni Alfonso Sylos építtette reneszánsz stílusban a 16. század első felében. Homlokzata 1529-ben nyerte el ma is látható formáját. Az épületet díszítő loggia 1583-ban készült el, ekkor alakították át az épület helyiségeit is.

## Leírása
A homlokzata szabálytalan lefutású, alkalmazkodik az utca vonalához. Két emeletes, a bejárat közvetlenül a négyszögletű belső udvarra nyílik. A földszinti szobák boltívesek. Az épülethez egy henger alakú torony is tartozik, amely eredetileg a város egyik őrtornyaként szolgált. Az épület jellegzetessége a loggia, amelyik a pugliai reneszánsz egyik kiemelkedő építészeti alkotása. 2009 óta az épületben székel a bitontói Modern Művészetek Múzeuma.